# Sprasowany blok ziemny
Sprasowany blok ziemny (compressed earth block, CEB) –  materiał budowlany, budowany z wilgotnej gleby, prasowany pod ciśnieniem około 20 MPa w formę prostopadłościanu. Sprasowane bloki ziemne są wytwarzane z mieszanin nieorganicznej ziemi, gliny i żwirów za pomocą mechanicznej prasy. W celu stabilizacji bloków ziemnych do mieszaniny dodawane są substancje wiążące, np. cement portlandzki lub wapno. 
Technika ubijania gliny, w przeciwieństwie do techniki CEB polegającej na produkcji bloczków, wykorzystuje duże formy, w które wsypuje się w glebę i ręcznie ubija w celu zbudowania dużych elementów konstrukcyjnych, takich jak ściany. 
Natomiast cegły suszone są utwardzane w wyniku przemian chemicznych, które zachodzą podczas suszenia na powietrzu.
Wytrzymałość na ściskanie poprawnie wykonanych sprasowanych bloków ziemnych jest zbliżona lub przewyższa wartość typowych bloczków cementowych lub glinowych. 
Do budowy ścian ze sprasowanych bloków ziemnych używa się typowych narzędzi i metod murarskich. Za zaprawę może służyć glina rozprowadzona cienką warstwą pomiędzy bloczkami. Dla zwiększenia odporności muru podczas przymrozków stosuje się zaprawę cementową. Dla wzmocnienia konstrukcji, skrócenia czasu pracy i zmniejszenia zapotrzebowania na zaprawę, do produkcji bloczków stosuje się odpowiednio wyprofilowane formy, zapewniające bloczkom kształt umożliwiający zazębianie się.

## Zalety
Budowanie domów przy pomocy skompresowanych bloków posiada wiele zalet, takich jak:
- Wielokrotna redukcja kosztów materiałów budowlanych i ich transportu – właściwa gleba jest najczęściej dostępna na placu budowy,
- Niska wilgotność substratów, z których robione są bloki powoduje, że mogą być natychmiast użyte do budowy,
- Ekologiczność – bloki są robione z całkowicie naturalnych substratów,
- Energooszczędność – posiadają dobre właściwości izolacyjne, do produkcji bloków zużywa się mało energii. [1]

## Wady
- Niższa, od cegły palonej, odporność na wilgoć,
- Duży ciężar w porównaniu z betonem komórkowym,
- Brak atestów.